# Nicolás Jarry
Pour les articles homonymes, voir Nicolas Jarry et Jarry.
Nicolás Jarry, né le 11 octobre 1995 à Santiago, est un joueur de tennis chilien, professionnel depuis 2014.
Il a remporté trois tournois en simple sur le circuit ATP, à Båstad, Santiago et Genève.

## Carrière
Ses parents, reconvertis dans le milieu des affaires, ont été joueurs professionnels de beach-volley. Son père Allan a participé au premier championnat du monde en 1997. Il est le petit-fils de l'ancien joueur Jaime Fillol, quart-de-finaliste à l'US Open en 1975.
Lauréat de 15 tournois junior, Nicolás Jarry obtient ses principaux résultats en double avec Cristian Garín à savoir un titre à la Yucatan Cup, l'Eddie Herr et l'Orange Bowl en 2012 et une finale à Roland-Garros en 2013. En simple, il est sacré champion d'Amérique du Sud à La Paz.
Il progresse rapidement chez les professionnels au cours de la saison 2014 puisqu'il remporte deux tournois ITF et atteint la finale du tournoi Challenger de Quito. Il se blesse néanmoins en 2015 et chute au classement. Vainqueur de quatre nouveaux tournois en 2016 dont trois consécutifs au Chili, il se révèle au cours de la saison 2017 en s'imposant à trois reprises en Challenger à Medellín, Quito et Santiago sur cinq finales jouées. Il débute en Grand Chelem à Roland-Garros où il s'incline en quatre sets contre Karen Khachanov, ainsi qu'à Wimbledon. Il termine l'année dans le top 100, soit un gain de 300 places en un an.

### 2018: finale à São Paulo
Nicolás Jarry atteint les quarts de finale à l'Open d'Équateur début 2018 en battant Facundo Bagnis et Stefano Travaglia puis est battu par Roberto Carballés Baena, futur vainqueur. Il remporte dans le même temps le titre en double avec Hans Podlipnik-Castillo. La semaine suivante à l'ATP 500 de Rio de Janeiro, il se distingue en parvenant jusqu'au dernier carré après des victoires sur Guillermo García-López, Albert Ramos-Viñolas et Pablo Cuevas. Il est battu par Diego Schwartzman (7-5, 6-2). Le Chilien atteint sa première finale peu de temps après à São Paulo. Il bat coup sur coup Dušan Lajović, Guido Pella, Albert Ramos-Viñolas (tête de série no 1) et Horacio Zeballos, avant de perdre en finale contre Fabio Fognini (1-6, 6-1, 6-4). 

### 2019:1ertitre à Båstad
À Genève, Nicolás Jarry atteint sa deuxième finale en carrière après avoir battu Radu Albot. En finale, il est défait par Alexander Zverev au bout du suspense (6-3, 3-6, 7-68).
Il remporte son premier titre à Båstad en dominant en finale l'Argentin Juan Ignacio Londero en deux sets (7-6, 6-4). Il avait auparavant éliminé Jérémy Chardy en quart et Federico Delbonis en demi-finale. À l'issue de cette semaine, il atteint son meilleur classement ATP (38e).
Le mardi 14 janvier 2020, Nicolas Jarry est suspendu jusqu'à nouvel ordre par la Fédération internationale de tennis à la suite d'un contrôle positif au Ligandrol lors de la Coupe Davis, le 19 novembre 2019. Il affirme que cette nouvelle l'a pris par surprise et qu'il est résolu à identifier l'origine de ces substances, selon lui contenues dans des produits multivitamines provenant du Brésil.
Le 20 avril 2020, il est finalement suspendu onze mois par l'ITF, à la suite d'une audition auprès de l'instance mondiale. L'ITF indique « qu'il n'y a eu à aucun moment une faute ou une négligence du joueur » et déclare sa suspension rétroactive, en vigueur depuis le 16 décembre 2019 et active jusqu'au 15 novembre 2020, à minuit.

### 2020-2022: retour sur le circuit secondaire
Le tennisman reprend la compétition le 23 novembre 2020 à l'occasion du Challenger de Lima, au Pérou, où il est battu d'entrée de jeu par le 347e joueur mondial. Dès 2021, il enregistre des succès sur les tournois de Salinas et Lima. Il compte aussi deux finales perdues, au second tournoi de Salinas et à celui de Lüdenscheid. En 2022, sa régularité sur le circuit secondaire (cinq demi-finales), lui permet de se rapprocher du top 100 mondial. 

### 2023: titres à Santiago et à Genève et 1/8 à Roland-Garros
Fin février, Nicolás Jarry sort des qualifications à Rio de Janeiro et s'impose contre la tête de série numéro trois Lorenzo Musetti (6-4, 6-1), l'Espagnol Pedro Martínez (6-2, 6-2) et l'Argentin Sebastián Báez (6-3, 7-6) pour rallier les demi-finales où il s'incline contre le numéro deux mondial Carlos Alcaraz (6-7, 7-5, 6-0). La semaine suivante, il enchaîne de nouvelles victoires à Santiago, dans son pays natal, sur le Péruvien Juan Pablo Varillas (7-6, 6-4), l'ancien top 10 Diego Schwartzman, le qualifié Yannick Hanfmann et l'Espagnol Jaume Munar pour disputer la quatrième finale sur terre battue de sa carrière, la première depuis quatre ans. Il s'impose contre l'Argentin Tomás Martín Etcheverry en trois sets (6-7, 7-6, 6-2) et remporte le deuxième titre de sa carrière.
En mai, le joueur chilien décroche un troisième titre au tournoi de Genève, en sortant successivement le Norvégien Casper Ruud, double tenant du titre, et l'Allemand Alexander Zverev. Quatre ans après sa première finale dans ce tournoi, il s'impose face au Bulgare Grigor Dimitrov, ancien no 3 mondial, en deux manches (7-6, 6-1). La semaine suivante, il confirme sa bonne forme en gagnant son premier match à Roland-Garros contre le Bolivien Hugo Dellien (6-4, 6-4, 6-2) puis atteint son premier troisième tour de Grand Chelem à la faveur d'une victoire contre Tommy Paul, demi-finaliste à l'Open d'Australie (3-6, 6-1, 6-4, 7-5). Il est victorieux d'un deuxième Américain, Marcos Giron (6-2, 6-3, 6-7, 6-3) et se hisse en huitièmes de finale du tournoi. Il retrouve alors le Norvégien Casper Ruud, finaliste l'année précédente. Ce dernier prend sa revanche en trois sets (6-7, 5-7, 5-7) et se faufilera en finale comme l'année passée.
Mi-octobre, l'athlète dispute le tournoi de Shanghai et dispose du jeune français qualifié Terence Atmane, qui dispute un tournoi de cette catégorie pour la première fois (7-5, 6-2) puis vient à bout de l'Italien Lorenzo Sonego presque sur le même score (7-6, 6-2). Confronté à l'ancien joueur du top 10 et retombé à la 130e place mondiale Diego Schwartzman, invité par les organisateurs, il souffre mais passe (6-3, 5-7, 6-3) et dispute ainsi son premier quart de finale en Masters 1000 contre le Bulgare Grigor Dimitrov, tombeur du numéro un Carlos Alcaraz au tour précédent, qui le bat (6-7, 4-6).

### 2024:1refinale en Masters 1000 à Rome, finale à Buenos Aires et quart de finale à Miami
Jarry joue sa première finale de l'année à Buenos Aires, en Argentine où il sort le vétéran Stanislas Wawrinka, non sans mal (6-7, 6-2, 7-6), puis profite de l'abandon du local Tomás Martín Etcheverry (4-6, 7-5 ab.) pour se hisser en demi-finale et affronter le jeune espagnol Carlos Alcaraz, numéro deux mondial. Face au tenant du titre, il sort un grand match et l'emporte (7-6, 6-3), ce qui constitue sa première victoire sur un joueur du top 2. Il affronte en finale l'invité surprise Facundo Díaz Acosta qui n'a perdu aucune manche de la semaine. Le Chilien s'incline face au local (3-6, 4-6). Quelques semaines plus tard, fin mars, il sauve deux balles de match contre le Britannique Jack Draper au premier tour de Miami (7-6, 4-6, 7-6) et parvient pour la première fois en huitièmes de finale du tournoi. Il renverse un match tendu contre un autre Sud-Américain, le Brésilien Thiago Seyboth Wild (6-7, 7-5, 6-3) puis élimine le huitième joueur mondial, Casper Ruud (7-6, 6-3) avant de tomber contre le numéro quatre Daniil Medvedev (2-6, 6-7), finaliste de l'Open d'Australie en début d'année et d'Indian Wells juste avant le tournoi.
Il joue au Masters de Rome mi-mai et gagne son premier match en carrière dans le tournoi contre le local Matteo Arnaldi (6-2, 7-6). Le natif de Santiago joue un deuxième Italien, l'invité Stefano Napolitano (6-2, 4-6, 6-4) puis sort le qualifié français Alexandre Müller tombeur du Russe Andrey Rublev titré à Madrid (7-5, 6-3). Il rejoint ainsi son troisième quart de finale en Masters 1000 et joue contre le Grec Stéfanos Tsitsipás, un des favoris du tournoi, vainqueur du Masters de Monte-Carlo quelques semaines plus tôt. Au terme d'un match intense, il bat son adversaire (3-6, 7-5, 6-4) et rejoint ainsi les demi-finales en Masters 1000 pour la première fois de sa carrière. Face à lui se dresse Tommy Paul qui a battu le tenant du titre et numéro quatre mondial Daniil Medvedev. Il écarte l'Américain (6-3, 6-7, 6-3) pour disputer sa première finale en Masters 1000 contre le numéro cinq et ancien vainqueur Alexander Zverev. Dans un match serré, il s'incline en deux manches (4-6, 5-7). L'athlète déçoit à Roland Garros en s'inclinant au premier tour pour la quatrième fois en cinq participations contre le Français Corentin Moutet (2-6, 1-6, 6-3, 0-6).
En juillet 2024, il est nommé porte-drapeau de la délégation du Chili aux Jeux olympiques d'été de 2024 en compagnie de la rameuse d'aviron Antonia Abraham.

### 2025: 1/8 à Wimbledon
Ejecté du Top 100 après la perte de son titre à Rome, il sort des qualifications à Wimbledon et affronte le numéro huit Holger Rune dès le premier tour. Mené deux manches à rien, il renverse la situation (4-6, 4-6, 7-5, 6-3, 6-4) pour gagner son premier match en Majeur depuis près de deux ans et battre son premier Top 10 en Grand Chelem. Il se montre solide contre deux jeunes pépites du circuit, l'Américain Learner Tien (6-2, 6-2, 6-3), et le Brésilien João Fonseca (6-3, 6-4, 3-6, 7-6) qui disputent tous deux leur premier Wimbledon et accède pour la seconde fois de sa carrière à la deuxième semaine d'un Majeur. Il fait douter l'ancien demi-finaliste et local Cameron Norrie mais doit plier en cinq sets (3-6, 6-7, 7-6, 7-6, 3-6).

## Palmarès

### Titres en simple messieurs
| No | Date       | Nom et lieu du tournoi        | Catégorie | Dotation  | Surface      | Finaliste               | Score           |          |
| -- | ---------- | ----------------------------- | --------- | --------- | ------------ | ----------------------- | --------------- | -------- |
| 1  | 15-07-2019 | Swedish Open, Båstad          | ATP 250   | 524 340 € | Terre (ext.) | Juan Ignacio Londero    | 7-67, 6-4       | Parcours |
| 2  | 27-02-2023 | Movistar Chile Open, Santiago | ATP 250   | 642 735 $ | Terre (ext.) | Tomás Martín Etcheverry | 65-7, 7-65, 6-2 | Parcours |
| 3  | 21-05-2023 | Gonet Geneva Open, Genève     | ATP 250   | 562 825 € | Terre (ext.) | Grigor Dimitrov         | 7-61, 6-1       | Parcours |

### Finales en simple messieurs
| No | Date       | Nom et lieu du tournoi                  | Catégorie    | Dotation    | Surface      | Vainqueur           | Score          |          |
| -- | ---------- | --------------------------------------- | ------------ | ----------- | ------------ | ------------------- | -------------- | -------- |
| 1  | 26-02-2018 | Brasil Open, São Paulo                  | ATP 250      | 516 205 $   | Terre (int.) | Fabio Fognini       | 1-6, 6-1, 6-4  | Parcours |
| 2  | 20-05-2019 | Banque Eric Sturdza Geneva Open, Genève | ATP 250      | 524 340 €   | Terre (ext.) | Alexander Zverev    | 6-3, 3-6, 7-68 | Parcours |
| 3  | 12-02-2024 | IEB+ Argentina Open, Buenos Aires       | ATP 250      | 642 615 $   | Terre (ext.) | Facundo Díaz Acosta | 6-3, 6-4       | Parcours |
| 4  | 08-05-2024 | Internazionali BNL d'Italia, Rome       | Masters 1000 | 7 877 020 € | Terre (ext.) | Alexander Zverev    | 6-4, 7-5       | Parcours |

### Titres en double messieurs
| No | Date       | Nom et lieu du tournoi           | Catégorie | Dotation    | Surface      | Partenaire              | Finalistes                          | Score             |          |
| -- | ---------- | -------------------------------- | --------- | ----------- | ------------ | ----------------------- | ----------------------------------- | ----------------- | -------- |
| 1  | 05-02-2018 | Ecuador Open Quito               | ATP 250   | 501 345 $   | Terre (ext.) | Hans Podlipnik-Castillo | Austin Krajicek Jackson Withrow     | 7-66, 6-3         | Parcours |
| 2  | 18-02-2019 | Rio Open by Claro Rio de Janeiro | ATP 500   | 1 786 690 $ | Terre (ext.) | Máximo González         | Thomaz Bellucci Rogério Dutra Silva | 63-7, 6-3, [10-7] | Parcours |

## Parcours dans les tournois duGrand Chelem

### En simple
| Année | Open d'Australie | Open d'Australie | Internationaux de France | Internationaux de France | Wimbledon       | Wimbledon        | US Open         | US Open           |
| ----- | ---------------- | ---------------- | ------------------------ | ------------------------ | --------------- | ---------------- | --------------- | ----------------- |
| 2017  | —                | —                | 1er tour (1/64)          | Karen Khachanov          | 1er tour (1/64) | Gilles Simon     | —               | —                 |
| 2018  | 1er tour (1/64)  | Leonardo Mayer   | 1er tour (1/64)          | Jared Donaldson          | 2e tour (1/32)  | M. McDonald      | 2e tour (1/32)  | John Isner        |
| 2019  | 1er tour (1/64)  | Leonardo Mayer   | 1er tour (1/64)          | J. M. del Potro          | 1er tour (1/64) | Andreas Seppi    | 1er tour (1/64) | Kamil Majchrzak   |
|       |                  |                  |                          |                          |                 |                  |                 |                   |
| 2022  | —                | —                | —                        | —                        | —               | —                | 1er tour (1/64) | Matteo Berrettini |
| 2023  | 2e tour (1/32)   | Ben Shelton      | 1/8 de finale            | Casper Ruud              | 3e tour (1/16)  | Carlos Alcaraz   | 3e tour (1/16)  | Alex de Minaur    |
| 2024  | 1er tour (1/64)  | Flavio Cobolli   | 1er tour (1/64)          | Corentin Moutet          | 1er tour (1/64) | Denis Shapovalov | 1er tour (1/64) | C. O'Connell      |
| 2025  | 1er tour (1/64)  | Jannik Sinner    | 1er tour (1/64)          | Arthur Fils              | 1/8 de finale   | Cameron Norrie   |                 |                   |

N.B. : à droite du résultat se trouve le nom de l'ultime adversaire.

### En double messieurs
| Année | Open d'Australie                                                                     | Open d'Australie | Internationaux de France                                                               | Internationaux de France                                                            | Wimbledon                                                                               | Wimbledon | US Open                                                                              | US Open |
| ----- | ------------------------------------------------------------------------------------ | ---------------- | -------------------------------------------------------------------------------------- | ----------------------------------------------------------------------------------- | --------------------------------------------------------------------------------------- | --------- | ------------------------------------------------------------------------------------ | ------- |
| 2018  | —                                                                                    | —                | 1/4 de finale M. González \|\| style="text-align:left;" \| P.-H. Herbert Nicolas Mahut | 1/8 de finale M. González \|\| style="text-align:left;" \| D. Inglot F. Škugor      | 1/4 de finale M. González \|\| style="text-align:left;" \| Mike Bryan Jack Sock         |           |                                                                                      |         |
| 2019  | 1/8 de finale M. González \|\| style="text-align:left;" \| Leonardo Mayer João Sousa | —                | —                                                                                      | 1er tour (1/32) Cristian Garín \|\| style="text-align:left;" \| P. Carreño F. López | 1er tour (1/32) Cristian Garín \|\| style="text-align:left;" \| Mate Pavić Bruno Soares |           |                                                                                      |         |
|       |                                                                                      |                  |                                                                                        |                                                                                     |                                                                                         |           |                                                                                      |         |
| 2023  | —                                                                                    | —                | 2e tour (1/16) M.-A. Hüsler \|\| style="text-align:left;" \| Ivan Dodig A. Krajicek    | —                                                                                   | —                                                                                       | —         | —                                                                                    |         |
| 2024  | —                                                                                    | —                | —                                                                                      | —                                                                                   | —                                                                                       | —         | 1er tour (1/32) C. Rodríguez \|\| style="text-align:left;" \| M. González A. Molteni |         |

N.B. : le nom du partenaire se trouve sous le résultat ; les noms des ultimes adversaires se trouvent à droite.

## Parcours dans lesMasters 1000
| Année | Indian Wells        | Miami                     | Monte-Carlo                | Madrid                | Rome                    | Canada                    | Cincinnati           | Shanghai                  | Paris              |
| ----- | ------------------- | ------------------------- | -------------------------- | --------------------- | ----------------------- | ------------------------- | -------------------- | ------------------------- | ------------------ |
| 2016  | —                   | 1er tour S. Stakhovsky    | —                          | —                     | —                       | —                         | —                    | —                         | —                  |
|       |                     |                           |                            |                       |                         |                           |                      |                           |                    |
| 2018  | —                   | 2e tour D. Schwartzman    | —                          | —                     | 1er tour D. Schwartzman | —                         | —                    | 1/8 de finale Kyle Edmund | —                  |
| 2019  | 2e tour Kyle Edmund | 1er tour J. Chardy        | —                          | —                     | —                       | —                         | —                    | —                         | —                  |
|       |                     |                           |                            |                       |                         |                           |                      |                           |                    |
| 2023  | —                   | —                         | 1/8 de finale S. Tsitsipás | 1er tour R. Safiullin | 1er tour Y. Hanfmann    | 1er tour U. Humbert       | 2e tour Forfait      | 1/4 de finale G. Dimitrov | 2e tour A. Bublik  |
| 2024  | 2e tour F. Marozsán | 1/4 de finale D. Medvedev | 1er tour T. M. Etcheverry  | 2e tour F. Cobolli    | Finale A. Zverev        | 1er tour T. M. Etcheverry | 1er tour L. Musetti  | 2e tour Wu Yibing         | 2e tour C. Alcaraz |
| 2025  | —                   | —                         | 1er tour G. Dimitrov       | 2e tour G. Dimitrov   | 2e tour F. Cerúndolo    | —                         | 1er tour P. Martínez |                           |                    |

N.B. : sous le résultat se trouve le nom de l’ultime adversaire.

## Parcours auxJeux olympiques

### En simple messieurs
| # | Date       | Nom de l'olympiade         | Surface             | Résultat        | Ultime adversaire | Score     |          |
| - | ---------- | -------------------------- | ------------------- | --------------- | ----------------- | --------- | -------- |
| 1 | 27/07/2024 | Olympic Tennis Event Paris | Terre battue (ext.) | 1er tour (1/32) | Alexei Popyrin    | 6-3, 7-65 | Parcours |

### En double messieurs
| # | Date       | Nom de l'olympiade         | Surface             | Résultat      | Partenaire       | Ultimes adversaires        | Score             |          |
| - | ---------- | -------------------------- | ------------------- | ------------- | ---------------- | -------------------------- | ----------------- | -------- |
| 1 | 27/07/2024 | Olympic Tennis Event Paris | Terre battue (ext.) | 1/8 de finale | Alejandro Tabilo | Tomáš Macháč Adam Pavlásek | 5-7, 7-66, [10-4] | Parcours |

## Victoires sur le top 10
Toutes ses victoires sur des joueurs classés dans le top 10 de l'ATP lors de la rencontre.
| Légende      |
| Grand Chelem |
| Masters 1000 |
| ATP 500      |
| ATP 250      |
| Coupe Davis  |

| #  | N.J.   | Tournoi      | Année | Surface      | Adversaire         | Rang | Tour | Score                   |
| -- | ------ | ------------ | ----- | ------------ | ------------------ | ---- | ---- | ----------------------- |
| 1  | no 69  | Hambourg     | 2018  | Terre battue | Dominic Thiem      | no 8 | 1/4  | 7-65, 7-67              |
| 2  | no 48  | Shanghai     | 2018  | Dur          | Marin Čilić        | no 6 | 1/16 | 2-6, 7-66, 7-5          |
| 3  | no 81  | Barcelone    | 2019  | Terre battue | Alexander Zverev   | no 3 | 1/16 | 3-6, 7-5, 7-65          |
| 4  | no 60  | Bois-le-Duc  | 2019  | Gazon        | Stéfanos Tsitsipás | no 6 | 1/8  | 6-4, 3-6, 6-4           |
| 5  | no 54  | Genève       | 2023  | Terre battue | Casper Ruud        | no 4 | 1/4  | 3-6, 7-62, 7-5          |
| 6  | no 28  | Halle        | 2023  | Gazon        | Stéfanos Tsitsipás | no 5 | 1/8  | 7-67, 7-5               |
| 7  | no 23  | Pékin        | 2023  | Dur          | Stéfanos Tsitsipás | no 5 | 1/16 | 6-4, 6-4                |
| 8  | no 21  | Buenos Aires | 2024  | Terre battue | Carlos Alcaraz     | no 2 | 1/2  | 7-62, 6-3               |
| 9  | no 23  | Miami        | 2024  | Dur          | Casper Ruud        | no 8 | 1/8  | 7-63, 6-3               |
| 10 | no 24  | Rome         | 2024  | Terre battue | Stéfanos Tsitsipás | no 8 | 1/4  | 3-6, 7-5, 6-4           |
| 11 | no 143 | Wimbledon    | 2025  | Gazon        | Holger Rune        | no 8 | 1/64 | 4-6, 4-6, 7-5, 6-3, 6-4 |

## Classements ATP en fin de saison
| Année          | 2012 | 2013 | 2014 | 2015 | 2016 | 2017 | 2018 | 2019 | 2020 | 2021 | 2022 | 2023 | 2024 |
| Rang en simple | 1655 | 871  | 224  | 377  | 400  | 100  | 43   | 77   | –    | 160  | 153  | 19   | 35   |
| Rang en double | 966  | 736  | 160  | 582  | 213  | 179  | 50   | 69   | –    | 309  | 327  | 337  | 252  |

Source : (en) Classements de Nicolás Jarry sur le site officiel de la Fédération internationale de tennis